# Cztery fazy internacjonalizacji edukacji dorosłych
Cztery fazy internacjonalizacji edukacji dorosłych – wyróżnił je pedagog Joachim Knoll, opierając się na uzgodnieniach światowych konferencji UNESCO.
Pierwszą fazę, obejmującą lata 1949 (konferencja w Elsinorze) – 1960 (konferencja w Montrealu) charakteryzuje:
- likwidacja skutków wojny
- podział świata na Wschód i Zachód
- ogromne przyspieszenie przemian ekonomiczno – technicznych i społecznych
- procesy dekolonizacyjne

Edukacja dorosłych wychodzi z cienia formalnej oświaty, zakorzenia się w międzynarodowej świadomości i otwiera możliwości międzynarodowej komunikacji. Te impulsy znajdują swoje odzwierciedlenie w niemieckiej debacie nad edukacją dorosłych, w pracach nad Strukturalnym Planem Oświaty (1970) i Ogólnym Planem Oświaty (1973) oraz w regulacjach prawnych dotyczących urlopu edukacyjnego. W literaturze pedagogicznej pojawiają się również pojęcia recurrent education i lifelong learning.
Druga faza (1960–1972), upływająca pod znakiem technologicznej, politycznej i militarnej konkurencji supermocarstw, dla edukacji dorosłych oznacza uznanie jej za „czynnik wzrostu gospodarczego”. Pojawiają się nowe lub pogłębiają stare problemy. 
Dla krajów rozwiniętych są nimi:
- ochrona środowiska
- imigracja
- analfabetyzm funkcjonalny
- bezrobocie

Kraje rozwijające się muszą stawić czoła problemom zagwarantowania:
- edukacji elementarnej
- alfabetyzacji
- budowy własnych narodowych systemów oświaty

Zasada edukacji ustawicznej zyskuje ciągle na znaczeniu, staje się w niektórych krajach priorytetem polityki oświatowej.
W trzeciej fazie (1972–1985) następuje stagnacja polityki odprężenia, system ONZ, a szczególnie UNESCO wykazuje duże słabości. Edukacja dorosłych staje się w niektórych krajach samodzielnym sektorem systemu oświaty. Rozszerzają się zadania i funkcje edukacji dorosłych pod wpływem rekomendacji i zaleceń UNESCO.
Czwarta faza, (1985–1997), objęła lata największych przemian politycznych ostatniego stulecia. Opracowane na poprzednich konferencjach raporty i perspektywy rozwoju edukacji dorosłych znalazły odzwierciedlenie w polityce oświatowej coraz większej liczby krajów. Jednak w wyniku zróżnicowania celów, adresatów, obszarów edukacji dorosłych podważa się wartość wskazań opracowanych przez międzynarodowe organizacje. Jako programy wytyczające kierunki rozwoju, a nie dyktujące określone rozwiązania, mogą one jednak nadal z powodzeniem pełnić funkcje inspirujące, a także kontrolne wobec narodowych praktyk.
Kolejną fazę otwiera konferencja w Hamburgu (1997), której uczestnicy wyrazili wielkie nadzieje wobec międzynarodowej współpracy w dziedzinie edukacji. Na ocenę tych działań przyjdzie nam jednak poczekać, przynajmniej do kolejnej światowej konferencji UNESCO.